# Giorgio Armani
Giorgio Armani (n. 11 iulie 1934, Piacenza, Emilia-Romagna) este un designer vestimentar italian. Compania lui s-a format în 1974, iar în 2001 a fost aclamat ca cel mai de succes designer italian.
Este medic, dar a făcut pasiune pentru arta fotografică, apoi a lucrat la departamentul de reviste „Le Rinascente”, la camera de rochii.
Din 1961 până în 1970, a lucrat ca designer la casa de modă Nino Cerruti, devenind mâna dreaptă a casei de modă. În 1974, partenerul său Sergio Galiotti l-a îndrumat către o linie de modă pentru femei și bărbați.
În afară de modă, el mai are ca hobby sportul. Este președintele echipei de baschet Milan, este fanul echipei Inter Milan și creează echipamente pentru echipa națională de fotbal a Angliei. Mai este responsabil și cu echipamentul echipei Chelsea FC august 2007, SSC Napoli noiembrie 2022.